# Afromorgus fenestrellus
Afromorgus fenestrellus är en skalbaggsart som beskrevs av Vladimir Balthasar 1939. Afromorgus fenestrellus ingår i släktet Afromorgus och familjen knotbaggar. Inga underarter finns listade i Catalogue of Life.